# César Sánchez
César Sánchez Domínguez (Cáceres, 2 september 1971) is een Spaanse voetballer die sinds 2011 uitkomt voor Villarreal CF. De doelman stond eerder onder de lat bij Real Valladolid, Real Madrid CF, Real Zaragoza, Tottenham Hotspur FC en Valencia CF.
Hij verdedigde eenmaal het doel van het Spaans voetbalelftal, toen Duitsland in een vriendschappelijk duel met 4-1 werd verslagen.

## Erelijst
Real Madrid CF:
- Primera División: 2001, 2003
- Supercopa: 2001, 2003
- UEFA Champions League: 2002
- UEFA Super Cup: 2002
- Wereldbeker: 2002